# Ryniasowy Dział

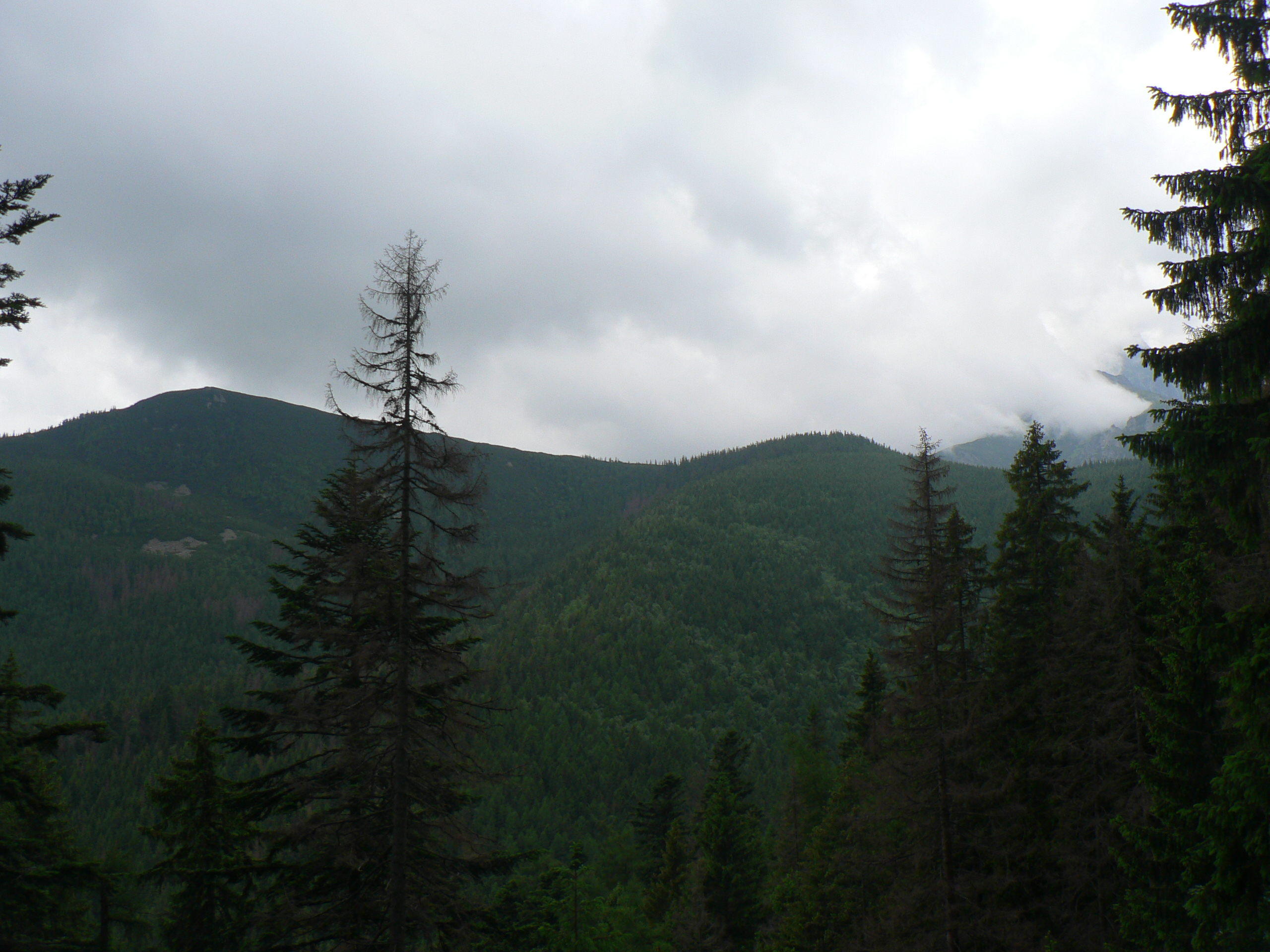
Steżki (po lewej) i Ryniasowy Dział (po prawej)

Ryniasowy Dział – boczna, północno-wschodnia grzęda wzniesienia Rynias (1473 m) w Tatrach Bielskich na Słowacji. Oddziela dwie boczne odnogi Doliny Czarnej Rakuskiej:
- Dolina pod Czerwoną Glinką (orograficznie lewa),
- Dolina Czarnej Huczawy (prawa)[1].

Ryniasowy Dział opada od wysokości 1473 m do wysokości około 1050 m. Jest całkowicie porośnięty lasem. Znajduje się na nim największe w całych Tatrach skupisko brzozy omszonej. Ryniasowy Dział znajduje się na obszarze ochrony ścisłej Tatrzańskiego Parku Narodowego i brak na nim jakiejkolwiek ścieżki.